# 八王子ケーブルテレビ
八王子ケーブルテレビ株式会社は、東京都八王子市大和田町をサービスエリアとするケーブルテレビ局である。
八王子市大和田町にある地元家電量販店ムラウチ電気の系列会社で、起伏の激しく難視聴地域の電気店周辺にケーブルを敷設している。
開局当初は独自の受信設備で配信していたが、現在はジェイコム八王子に業務委託している。

## 所在地
- 東京都八王子市大和田町5-12-7